# Pluteus pusillulus
Pluteus pusillulus är en svampart som tillhör divisionen basidiesvampar, och som beskrevs av Henri Romagnesi. Pluteus pusillulus ingår i släktet Pluteus, och familjen Pluteaceae. Arten har ej påträffats i Sverige.